# Dirk Scheringa

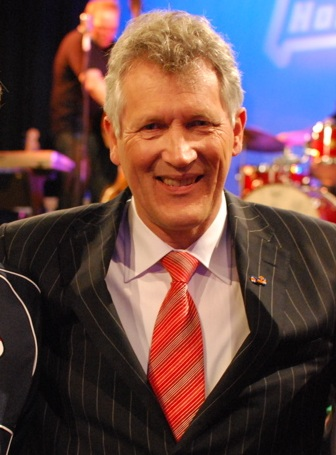
Dirk Scheringa

Dirk Scheringa (* 21. September 1950 in Grijpskerk) ist ein niederländischer Bankier, Sportsponsor und Kunstliebhaber.

## Leben
Dirk Scheringa wurde in einem Ortsteil der Gemeinde Zuidhorn in der Provinz Groningen geboren. Er besuchte eine Schule in Wolvega und wurde Wachtmeister bei der niederländischen Rijkspolitie. Er war von 1976 bis 1979 Ratsmitglied für die Christen-Democratisch Appèl (CDA) in der Gemeinde Opmeer in der Provinz Noord-Holland.

## Finanzberatung
Scheringa berät nebenberuflich Freunde und Bekannte in finanziellen Fragen. Im Jahre 1975 gründet er zusammen mit seiner Frau Baukje Scheringa - de Vries die Finanzagentur Buro Frisia. Die Finanzagentur wuchs durch Finanzspekulationen und Übernahmen rasch an. Im Jahre 1997 wurde bereits ein Vermögen von 300 Mio. Euro verwaltet. Ende Dezember 1998 ist aus dem Buro Frisia dann die DSB Groep hervorgegangen.
Die DSB Groep erhielt am 24. Dezember 2005 von der De Nederlandsche Bank eine Banklizenz. Im Oktober 2009 führten Gerüchte über erhebliche finanzielle Probleme der DSB Bank dazu, dass die Kunden innerhalb von zwei Wochen über 500 Mio. Euro an Spareinlagen abhoben. Das führte zur Insolvenz der DSB Bank am 12. Oktober 2009, die seither von der Nederlandsche Bank (Zentralbank) zwangsverwaltet wird.

## Sportsponsoring
Scheringa wurde während einer tiefen Krise des Fußballklubs AZ Alkmaar im Jahre 1993 der Vereinsvorsitzende. Nach einer Neustrukturierung des Fußballklubs gelangen 1997 und 1999 der Wiederaufstieg in die Eredivisie (1. Liga). Nachdem er AZ Alkmaar jährlich mit Millionenbeträgen unterstützt hatte, hat er den Fußballklub im Jahre 2005 übernommen.
Der Neubau des DSB Stadions mit 17.000 Plätzen im August 2006 mit Baukosten von etwa 38 Millionen Euro wurde wesentlich von Scheringa unterstützt. Darüber hinaus sponsert er auch das niederländische Eisschnelllaufteam.

## Kunstförderung
Darüber hinaus ist Scheringa auch Kunstliebhaber und -sammler. Im Februar 1997 hat er das Frisia Museum in Spanbroek, einem Ortsteil von Opmeer in der Provinz Noord-Holland eröffnet. Das Museum hat vor allem Werke des Magischen Realismus um den Kunstmaler Carel Willink (1900–1983). Das Frisia Museum wurde am 2. Juli 2005 in Scheringa Museum voor Realisme umbenannt. Seit Sommer 2004 wurde ein neues Kunstmuseum geplant, das von Scheringa errichtet werden sollte.
Nach der Insolvenz der DSB Bank am 21. Oktober 2009 kam auch der Niedergang des Museums. Die ABN Amro Bank ließ fast alle Bilder über Nacht beschlagnahmen, die als zusätzliche Sicherheit für ein Hypothekendarlehen über 32 Mio. Euro für den Museumsneubau dienten.

## Sonstiges
Im Jahre 2008 wurde Scheringa von der Quote500 mit einem Vermögen von 285 Mio. Euro auf Platz 97 der reichsten Niederländer gesetzt.